# Terms of trade
Terms of trade (TOT) är en nationalekonomisk term inom internationell ekonomi. Begreppet utgör relativpriset mellan ett lands export och import, det vill säga priset för exporterade varor dividerat med priset för importerade varor. På detta sätt kan man räkna ut om det finns ett över- eller underskott i export respektive import. Exportinriktad tillväxt i egna landet försämrar landets terms of trade medan importinriktad tillväxt i egna landet förbättrar terms of trade. Exportinriktad tillväxt i omvärlden förbättrar terms of trade medan importinriktad tillväxt i omvärlden försämrar terms of trade.